# قائمة البعثات الدبلوماسية في سلطنة عمان
فيما يلي قائمة بالبعثات الدبلوماسية في سلطنة عمان. توجد حاليًا 54 سفارة في مسقط، والعديد من الدول لها قنصليات في مدن عمانية أخرى (لا تشمل القنصليات الفخرية).

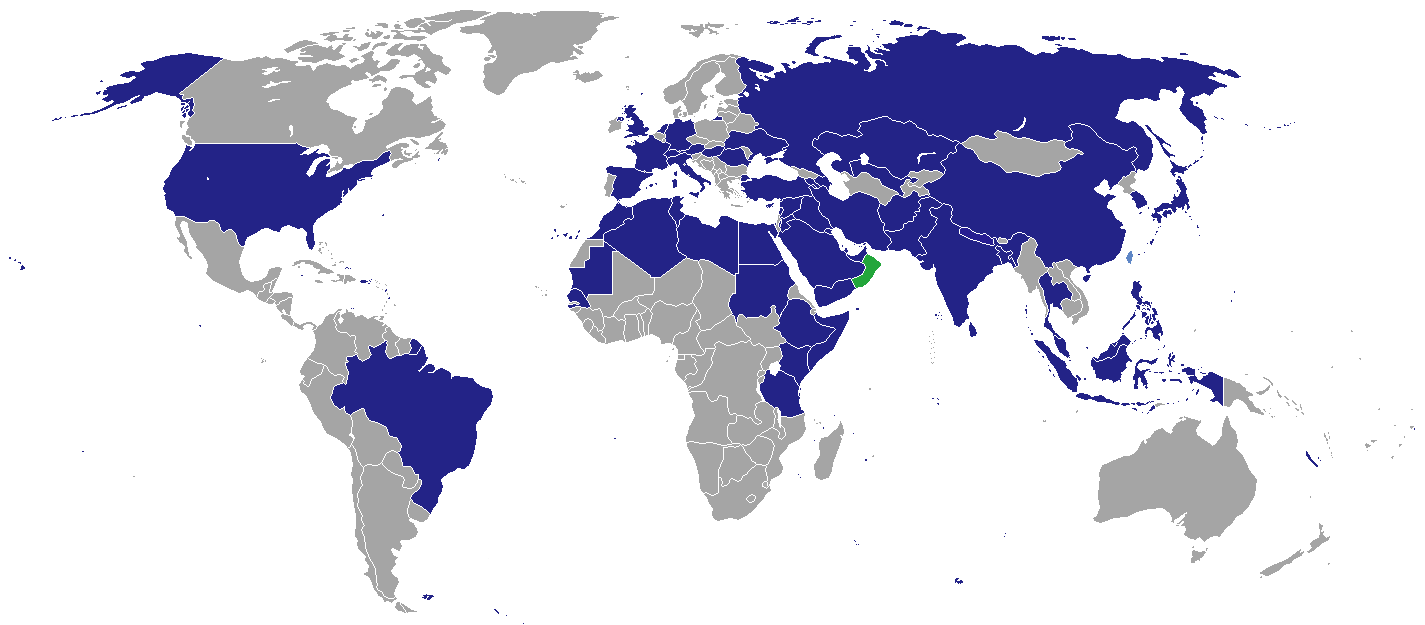
خريطة البعثات الدبلوماسية في سلطنة عمان

## السفارات فيمسقط
1. أفغانستان
2. الجزائر
3. النمسا
4. أذربيجان
5. البحرين
6. بنغلاديش
7. البرازيل
8. بروناي
9. الصين
10. قبرص
11. مصر
12. إثيوبيا
13. فرنسا
14. ألمانيا
15. المجر
16. الهند
17. إندونيسيا
18. إيران
19. العراق
20. إيطاليا
21. اليابان
22. الأردن
23. كازاخستان
24. كينيا
25. الكويت
26. لبنان
27. ليبيا
28. ماليزيا
29. موريتانيا
30. المغرب
31. نيبال
32. هولندا
33. باكستان
34. فلسطين
35. الفلبين
36. قطر
37. رومانيا
38. روسيا
39. السعودية
40. السنغال
41. سنغافورة
42. الصومال
43. جنوب أفريقيا
44. كوريا الجنوبية
45. إسبانيا
46. سريلانكا
47. السودان
48. سويسرا
49. سوريا
50. تنزانيا
51. تايلاند
52. تونس
53. تركيا
54. أوكرانيا
55. الإمارات العربية المتحدة
56. المملكة المتحدة
57. الولايات المتحدة
58. أوزبكستان
59. اليمن

## مكاتب أخرى في مسقط
- تايوان ( مكتب تايبيه الاقتصادي والثقافي )

## سفارات غير مقيمة
- بيلاروسيا (القاهرة)
- كندا (الرياض)
- كرواتيا (الدوحة)
- تشيلي (القاهرة)
- كولومبيا (القاهرة)
- إستونيا (القاهرة)
- فيجي (أبوظبي)
- جورجيا (الرياض)
- كوريا الشمالية (القاهرة)
- المكسيك (الرياض) [1]
- باراغواي (الدوحة)
- بولندا (الرياض)
- البرتغال (الرياض)
- فيتنام (الرياض)

## روابط خارجية
- وزارة الخارجية العمانية
- القائمة الدبلوماسية